# Tropfzündpunkt
Der Tropfzündpunkt ist eine Messgröße in den Naturwissenschaften und bezeichnet die Temperatur, bei der sich ein flüssiger Stoff beim Auftropfen auf eine heiße Fläche von selbst entzündet. Er liegt meist weit niedriger als der Gaszündpunkt (die für die Selbstzündung von Gasen und Dämpfen maßgebenden Temperatur) der Verbindungen.
Der Tropfzündpunkt sollte nicht verwechselt werden mit dem Tropfpunkt, der lediglich die Schmelzbarkeit von festen Soffen,  wie Bitumen, Fetten, Pechen, Schmierstoffen, Vaseline usw. betrifft.
| Verbindung          | Tropfzündpunkt |
| ------------------- | -------------- |
| Aceton              | 465 °C         |
| Methanol            | 385 °C         |
| Ethanol             | 365 °C         |
| Petroleum           | 220 °C         |
| Toluol              | 480 °C         |
| Diethylether        | 160 °C         |
| Schwefelkohlenstoff | 102 °C         |
| Dichlormethan       | 660 °C         |